# Pete Rose
Peter Edward Rose, Sr. (ur. 14 kwietnia 1941, zm. 30 września 2024) – amerykański baseballista, który występował na pozycji pierwszobazowego, trzeciobazowego i zapolowego. Jest liderem w Major League Baseball w klasyfikacji wszech czasów pod względem liczby uderzeń (4256), rozegranych meczów (3562) oraz podejść do uderzeń (14053).

## Przebieg kariery
Zawodową karierę rozpoczął w zespołach niższych lig – Geneva Redlegs, Tampa Tarpons oraz w Macon Peaches, dla których rozegrał 354 mecze i miał średnią uderzeń 0,317. W MLB zadebiutował 8 kwietnia 1963 roku w barwach Cincinnati Reds. 10 lat później został MVP National League. Wraz z zespołem Reds dwukrotnie zwyciężył w World Series (w 1975 roku został wybrany MVP finałów). 5 maja 1978 roku został trzynastym w historii zawodnikiem, który zaliczył 3000. uderzenie. 
W 1979 roku Rose podpisał kontrakt z Philadelphia Phillies wart 3 225 000 dolarów i stał się najlepiej opłacanym baseballistą w lidze. Rok później Phillies wywalczyli swój pierwszy mistrzowski tytuł. W 1984 roku przeszedł do Montreal Expos, w którym osiągnął pułap 4000 uderzeń w karierze. 15 sierpnia 1984 roku stał się grającym menadżerem Cincinnati Reds. We wrześniu 1985 roku wyprzedził Ty Cobba pod względem liczby uderzeń. Karierę zakończył w wieku 45 lat. Do sierpnia 1989 roku pozostał menadżerem Reds.

## Późniejszy okres
W 2007 roku, po czternastu latach zaprzeczeń, przyznał się do obstawiania meczów Cincinnati Reds, podczas gdy był menadżerem tego zespołu. Został za to zawieszony dożywotnio przez komisarza MLB Barta Giamattiego. W związku z tym nie może zostać członkiem Galerii Sław, klub Cincinnati Reds nie może także zastrzec numeru 14, z którym występował.

## Nagrody i wyróżnienia
| Nagroda/wyróżnienie                    | Lata                                                                                                 | Źródło |
| MVP National League                    | 1973                                                                                                 | [ 11 ] |
| 17× All-Star                           | 1965, 1967, 1968, 1969, 1970, 1971, 1973, 1974, 1975, 1976, 1977, 1978, 1979, 1980, 1981, 1982, 1985 | [ 12 ] |
| 2× Gold Glove Award                    | 1969, 1970                                                                                           | [ 13 ] |
| Silver Slugger Award                   | 1981                                                                                                 | [ 14 ] |
| NL Rookie of the Year Award            | 1963                                                                                                 | [ 2 ]  |
| 3× zwycięzca w World Series            | 1975, 1976, 1980                                                                                     | [ 15 ] |
| World Series MVP                       | 1975                                                                                                 | [ 16 ] |
| Major League Baseball All-Century Team | | [ 17 ] |